# Pikeville (Carolina del Nord)
Pikeville è un comune degli Stati Uniti d'America, situato in Carolina del Nord, nella contea di Wayne.